# 六福喜事
《六福喜事》（英語：Hello Babies）是一部2014年香港賀歲喜劇電影。由谷德昭執導。此劇是黃百鳴及曾志偉兩大賀歲片製造人共同合作。
电影讲述了雷鸣（黄百鸣 饰）和杨亚伟（曾志伟 饰）这对“老对头”都盼望抱孙子，并督促儿子儿媳、侄子侄媳生育，期间产生了一系列爆笑故事。

## 演員

### 主要演員
| 演員   | 角色   | 簡介                     |
| ------ | ------ | ------------------------ |
| 黃百鳴 | 雷 鳴  | 雷帶子之叔公             |
| 曾志偉 | 楊 偉  | 雷鳴之天敵               |
| 吳君如 | 宮 三  | 雷帶子、雪兒之催生陪月員 |
| 鄭中基 | 雷帶子 | 雪兒之夫                 |
| 薛凱琪 | 雪 兒  | 雷帶子之妻               |
| 林德信 | Alex   | 楊偉之子                 |
| 吳千語 | 珊 珊  | Alex之妻                 |
| 熊黛林 | 黛 黛  | 秀波之妻                 |
| 于波   | 秀 波  | 黛黛之夫                 |

### 客串
| 演員   | 角色             | 簡介                    |
| ------ | ---------------- | ----------------------- |
| 楊千嬅 | Cherry           | 「熟女愛作戰」參加者    |
| 古天樂 | 古天樂           |                         |
| 谷祖琳 | 葉倩雯           | 雷帶子之舊同學 妇科医生 |
| 林峯   | 周一穫           | 院長                    |
| 谷德昭 | Vincent          | 雷帶子之舊同學          |
| 張達明 | 小强             | 雷帶子之舊同學          |
| 方力申 | Gary             | 雷帶子之舊同學          |
| 李璨琛 | Sam              | 雷帶子之舊同學          |
| 大鹏   | Barbie           | 黛黛之哥哥              |
| 夏春秋 |                  | 村長                    |
| 鄧麗欣 |                  | OL美女                  |
| 楊愛瑾 |                  | OL美女                  |
| 林盛斌 |                  | 「熟女愛作戰」主持      |
| 林德榮 |                  | 馬來西亞記者            |
| 方皓玟 |                  | 助產護士                |
| 林二汶 |                  | 時裝設計師              |
| 林海峰 | Richard Billyham | 瑜伽老師                |
| 陳輝虹 |                  | 醫生                    |

## 爭議

### 政治立場
由於監製黃百鳴在上映前夕表明反對佔領中環和支持政改諮詢，並將首映當天的電影收益全數捐給反佔中團體的親建制派組織「幫港出聲」。然而，他拒絕承認自己是幫港出聲成員。翌日，《文匯報》以「政商演藝界籌款反「佔中」」為題報導此事。有網民因此不滿，發起罷看行動。
另外，電影開畫首日，部份戲院在中後排的未爆滿的情況下，銀幕前排幾行座位被搜購一空，但前排座位通常都是最難售出的位置。因此，電影被指為營造首周票房理想的效果，暗暗大手買入門票。巧合的是，民建聯中西區區議員陳學鋒之辦事處通告舉辦了「電影戲票贈弱勢社群」活動，當中派發的正是《六福喜事》之首映戲票，剛好與多家戲院的出現空凳之情況不謀而合，被指有利用議員辦事處之公帑去資助政治組織之嫌。

## 票房
雖然《六福喜事》本片上映時受盡批評，不過，本片截至3月12日落畫的時候，本片的累積票房收入更達至18,160,327港元，位列2014年度上半年港產片票房成績第七位。

## 引用來源
1. ↑  .   [2014年1月28日]. （原始内容存档于2014年2月1日）.
2. ↑  . 《明報》. 2014-01-19  [2014-03-09].[永久]
3. ↑  香港文匯報：政商演藝界籌款反「佔中」 （页面存档备份，存于），2014年1月19日
4. ↑  . 《蘋果日報》. 2014年1月23日  [2014-03-09]. （原始内容存档于2014-03-09）.
5. ↑  .   [2014年1月28日]. （原始内容存档于2014年3月12日）.
6. ↑  . 《蘋果日報》. 2014年1月29日  [2014-03-09]. （原始内容存档于2014-03-09）.
7. ↑   (PDF).   [2014-08-02]. （原始内容存档 (PDF)于2014-08-26）.

## 外部連結
- 豆瓣电影上《六福喜事》的資料 （简体中文）
- 互联网电影数据库（IMDb）上《六福喜事》的资料（英文）